# Ditassa bicolor
Ditassa bicolor är en oleanderväxtart som beskrevs av Joseph Decaisne. Ditassa bicolor ingår i släktet Ditassa och familjen oleanderväxter. Inga underarter finns listade i Catalogue of Life.